# Caenosynteles
Caenosynteles es un género es un género de polilla monotípico perteneciente a la familia Geometridae. Fue descrita por primera vez por Harrison Gray Dyar en 1912.  Su única especie, Caenosynteles haploaria, se encuentra con endemismo en México.